# Fondmetal Fomet 1

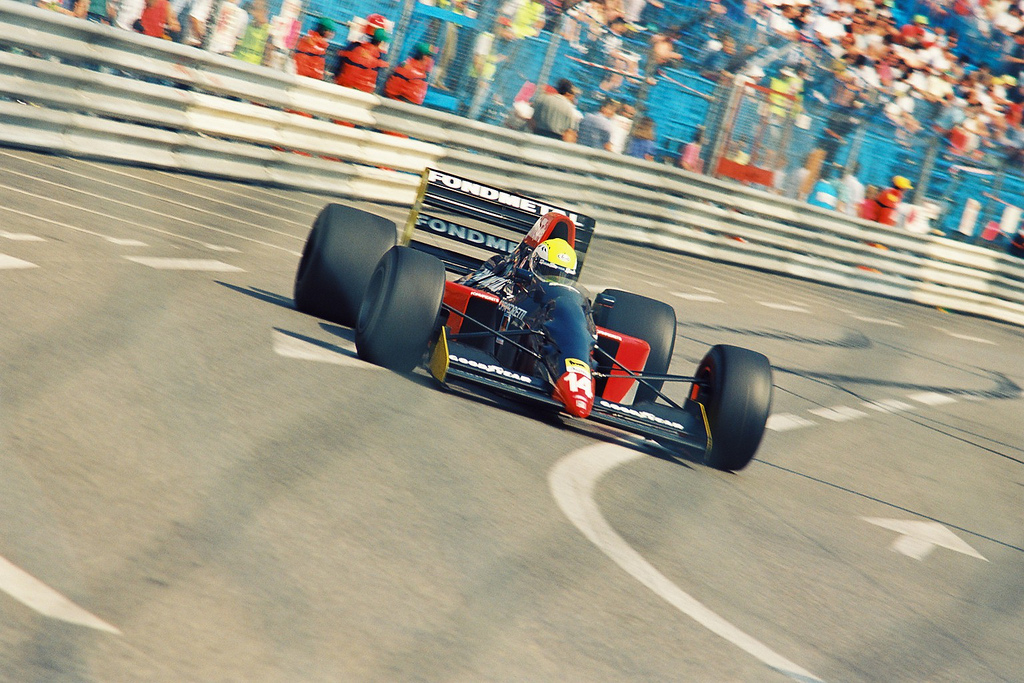
Die als GR01 bezeichnete Version des Fondmetal Fomet 1 aus dem Jahr 1992 (hier: Andrea Chiesa beim Großen Preis von Monaco)

Der Fondmetal Fomet 1 war ein Formel-1-Auto des italienischen Rennstalls Fondmetal Corse, der in der Formel-1-Saison 1991 eingesetzt wurde. Im folgenden Jahr brachte das Team das technisch kaum veränderte Auto unter der Bezeichnung Fondmetal GR01 an den Start.

## Fomet
Der Fomet 1 wurde in den ersten Monaten des Jahres 1991 in Großbritannien von Mitarbeitern des Unternehmens Fomet konstruiert. Verantwortliche Ingenieure waren Tino Belli und Tim Holloway, einige Detailarbeit wurde später von Richard Divila erledigt.
Fomet war anfänglich eng mit dem Rennstall Fondmetal Corse verbunden. Fondmetal, ein Gabriele Rumi gehörender italienischer Felgenhersteller, war in den 1980er-Jahren langjähriger Sponsor des Turiner Rennstalls Osella gewesen. Ende 1990 hatte Fondmetal das finanziell und technisch angeschlagene Team übernommen, und seitdem war Gabriele Rumi bemüht, die technische Basis des Teams zu professionalisieren.
Zu Beginn der neuen Saugmotor-Ära herrschte allgemein die Auffassung, dass in Großbritannien die besten Motorsport-Ingenieure arbeiteten und die größte Dichte an Zulieferbetrieben bestand. Daraus resultierte die Ansicht, dass dort die besten Formel-1-Autos konstruiert wurden. Im Hinblick darauf gründeten viele kontinentaleuropäische Formel-1-Teams Niederlassungen in Großbritannien, in denen zumindest Teile der Autoentwicklung stattfanden. Das galt für Spitzenteams wie die Scuderia Ferrari ebenso wie für kleine Teams. Auch Fondmetal vollzog diese Entwicklung nach: Gabriele Rumi gründete Ende 1990 in Bicester das Unternehmen Fomet, das überwiegend mit britischen Ingenieuren besetzt war. Fomet war in den Räumlichkeiten von March Engineering untergebracht und wurde anfänglich von dem ehemaligen March-Ingenieur Robin Herd betreut. In dieser Zeit entstand der Fomet 1.
Bereits nach einem Jahr kam es zum Bruch zwischen Fomet und Fondmetal. Fomet begann Ende 1991, Arbeiten auch für andere Teams zu erledigen. Rumi lehnte die Ausweitung der Aktivitäten ab und kündigte die Zusammenarbeit mit Fomet auf, obwohl dort die Entwicklung des Fondmetal-Autos für die Saison 1992 bereits begonnen hatte. Fomet setzte die Entwicklungsarbeiten an dem Wagen allein fort und verkaufte die Konstruktion schließlich an das französische Team Larrousse, das es 1992 unter der Bezeichnung Venturi LC92 einsetzte. Fondmetal gab die Konstruktion seines 1992er Autos bei einem anderen Unternehmen in Auftrag. Die Realisierung des GR02 genannten neuen Fahrzeugs verzögerte sich infolge der Neuorientierung bis zum Frühjahr 1992.

## Technik
Der Fomet 1 wird in der Literatur zumeist als einfaches, unkompliziertes Auto beschrieben, das noch einige Merkmale der letzten Osella-Konstruktion von 1989 in sich trug. Die Aerodynamik war neu entwickelt worden, auch war das Monocoque schmaler als beim Vorgänger. Die Aufhängung war konservativ und bestand rundum aus Schubstreben. Als Antrieb diente ein Achtzylindermotor von Cosworth. Fondmetal übernahm dabei einige der von Hart Racing Engines vorbereiteten Motoren, die im Jahr zuvor bei Tyrrell im erfolgreichen 019 eingesetzt worden waren. Die Kraftübertragung erfolgte über ein von Fondmetal entwickeltes Sechsganggetriebe, das – anders als im Vorgänger – quer eingebaut war.
Für die Saison 1992 wurde die Antriebstechnik ausgetauscht. Anstelle des letztjährigen Cosworth-Motors vom Typ DFR verwendete der GR01 ein Achtzylindertriebwerk der Baureihe HB. Dabei handelte es sich um die Motoren der 5. Generation („HB V“), die 1991 bei Benetton eingesetzt worden waren. Seine Leistung wird von einigen Quellen mit 645 PS angegeben, andere gehen von 730 PS aus.
Fondmetal stellte für die Saison 1991 zwei Chassis vom Typ Fomet 1 her.

## Saison 1991
Zu Beginn der Saison 1991 hatten die Konstrukteure und Mechaniker den Fomet 1 noch nicht fertiggestellt. Das Team bestritt die ersten beiden Rennen mit dem von Osella übernommenen Modell Osella FA1ME, der damit in seine dritte Saison ging.
Der Fomet 1 debütierte beim ersten europäischen Rennen, dem Großen Preis von San Marino 1991. Zu diesem Zeitpunkt war er noch nicht ausgereift. Vor dem Rennwochenende hatte es lediglich einen kurzen Funktionstest gegeben; detaillierte Abstimmungsarbeit war indes noch nicht erfolgt. Im Laufe der Saison folgten wenige weitere Testfahrten. Sie und die Arbeit Richard Divilas, der im Frühjahr 1991 als technischer Leiter zum Team hinzugestoßen war, trugen dazu bei, die anfänglich mangelnde Zuverlässigkeit des Autos nach und nach zu verbessern.
Fondmetal meldete 1991 nur einen Fahrer. Anfänglich fuhr Olivier Grouillard für das Team; für die letzten drei Rennen des Jahres wurde er durch Gabriele Tarquini ersetzt. Fondmetal war 1991 mit dem Fomet 1 nicht erfolgreich. Bei 14 Anläufen konnte sich das Team nur sechsmal qualifizieren; siebenmal schied es bereits in der Vorqualifikation aus. Es gab im ganzen Jahr nur drei Zielankünfte. Das beste Ergebnis war Grouillards zehnter Platz beim Großen Preis von Belgien 1991.

## Saison 1992

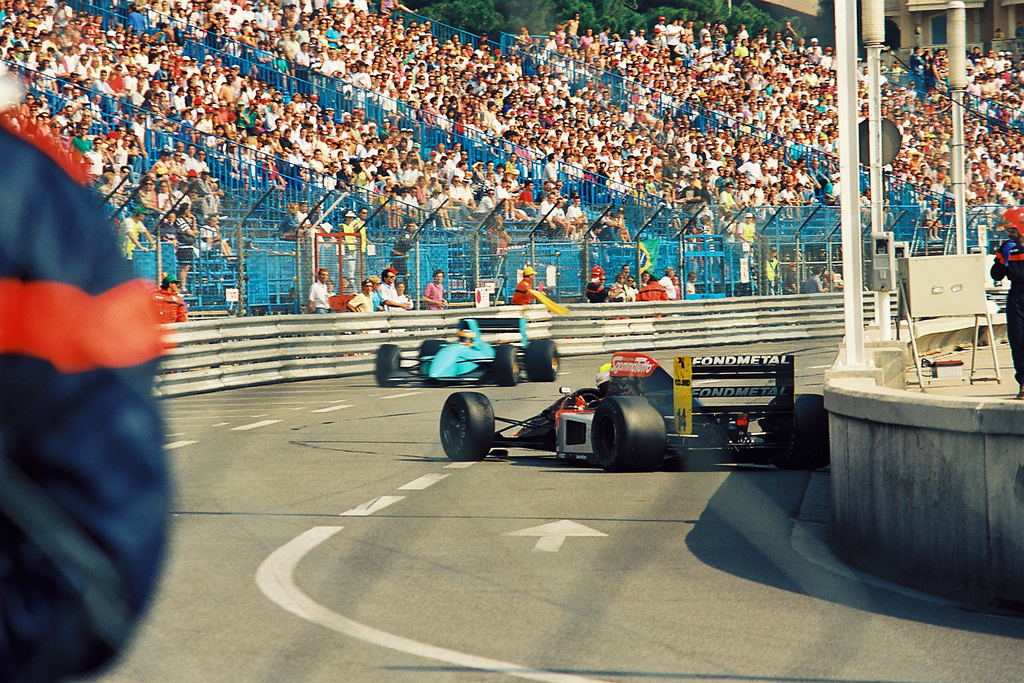
Andrea Chiesa beim Training zum Großen Preis von Monaco 1992 im Fondmetal GR01

Aufgrund des Bruchs mit Fomet verzögerte sich die Entwicklung des Autos für die Saison 1992 erheblich. Anders als geplant, musste Fondmetal daher die neue Saison mit dem letztjährigen Auto beginnen. Um die Trennung von Fomet nach außen zu dokumentieren, erhielt der Fomet 1 für 1992 eine neue Bezeichnung: Er wurde künftig GR01 genannt. Die Bezeichnung griff die Initialen des Teameigners Gabriele Rumi auf. Technisch entsprach der GR01 vollständig dem Fomet 1. Allein der Wechsel von DFR- zu HB-Motoren machte einige Änderungen im Motorumfeld nötig.
1992 setzte Fondmetal zwei Autos ein. Fahrer waren Gabriele Tarquini und Andrea Chiesa. Tarquini fuhr den GR01 bis zum Großen Preis von Monaco. In diesen vier Rennen konnte er sich regelmäßig qualifizieren, schied aber jeweils frühzeitig aus. Danach setzte Tarquini den neuen GR02 ein.
Chiesa fuhr den GR01 bis zum Großen Preis von Großbritannien. Zwar hatte er schon eine Woche zuvor beim Rennen in Frankreich einen GR02 erhalten; allerdings beschädigte er das neu aufgebaute Auto bei einem Startunfall so stark, dass es bis zum Rennen auf dem Hockenheimring dauerte, bis das neue Auto wiederhergestellt war. Chiesa kam 1992 kein einziges Mal ins Ziel.

## Rennergebnisse

### 1991: Fondmetal Fomet 1-Cosworth DFR V8
| Fahrer               | Nr.                  | 1 | 2 | 3    | 4    | 5    | 6   | 7   | 8    | 9    | 10  | 11 | 12  | 13   | 14 | 15 | 16   | Punkte | Rang |
| -------------------- | -------------------- | - | - | ---- | ---- | ---- | --- | --- | ---- | ---- | --- | -- | --- | ---- | -- | -- | ---- | ------ | ---- |
| Formel-1-Saison 1991 | Formel-1-Saison 1991 |   |   |      |      |      |     |     |      |      |     |    |     |      |    |    |      | 0      | –    |
| Olivier Grouillard   | 14                   |   |   | DNPQ | DNPQ | DNPQ | DNF | DNF | DNPQ | DNPQ | DNQ | 10 | DNF | DNPQ |    |    |      | 0      | –    |
| Gabriele Tarquini    | 14                   |   |   |      |      |      |     |     |      |      |     |    |     |      | 12 | 11 | DNPQ | 0      | –    |

### 1992: Fondmetal GR01-Ford Cosworth HB V8
| Fahrer               | Nr.                  | 1   | 2   | 3   | 4   | 5   | 6   | 7   | 8 | 9   | 10 | 11 | 12 | 13 | 14 | 15 | 16 | Punkte | Rang |
| -------------------- | -------------------- | --- | --- | --- | --- | --- | --- | --- | - | --- | -- | -- | -- | -- | -- | -- | -- | ------ | ---- |
| Formel-1-Saison 1992 | Formel-1-Saison 1992 |     |     |     |     |     |     |     |   |     |    |    |    |    |    |    |    | 0      | –    |
| Andrea Chiesa        | 14                   | DNQ | DNF | DNQ | DNF | DNQ | DNQ | DNQ |   | DNF |    |    |    |    |    |    |    | 0      | –    |
| Gabriele Tarquini    | 15                   | DNF | DNF | DNF | DNF |     |     |     |   |     |    |    |    |    |    |    |    | 0      | –    |

| Legende  | Legende            | Legende                                                          |
| Farbe    | Abkürzung          | Bedeutung                                                        |
| -------- | ------------------ | ---------------------------------------------------------------- |
| Gold     | –                  | Sieg                                                             |
| Silber   | –                  | 2. Platz                                                         |
| Bronze   | –                  | 3. Platz                                                         |
| Grün     | –                  | Platzierung in den Punkten                                       |
| Blau     | –                  | Klassifiziert außerhalb der Punkteränge                          |
| Violett  | DNF                | Rennen nicht beendet (did not finish)                            |
| Violett  | NC                 | nicht klassifiziert (not classified)                             |
| Rot      | DNQ                | nicht qualifiziert (did not qualify)                             |
| Rot      | DNPQ               | in Vorqualifikation gescheitert (did not pre-qualify)            |
| Schwarz  | DSQ                | disqualifiziert (disqualified)                                   |
| Weiß     | DNS                | nicht am Start (did not start)                                   |
| Weiß     | WD                 | zurückgezogen (withdrawn)                                        |
| Hellblau | PO                 | nur am Training teilgenommen (practiced only)                    |
| Hellblau | TD                 | Freitags-Testfahrer (test driver)                                |
| ohne     | DNP                | nicht am Training teilgenommen (did not practice)                |
| ohne     | INJ                | verletzt oder krank (injured)                                    |
| ohne     | EX                 | ausgeschlossen (excluded)                                        |
| ohne     | DNA                | nicht erschienen (did not arrive)                                |
| ohne     | C                  | Rennen abgesagt (cancelled)                                      |
| ohne     | keine WM-Teilnahme |                                                                  |
| sonstige | P/fett             | Pole-Position                                                    |
| sonstige | 1/2/3/4/5/6/7/8    | Punktplatzierung im Sprint-/Qualifikationsrennen                 |
| sonstige | SR/kursiv          | Schnellste Rennrunde                                             |
| sonstige | *                  | nicht im Ziel, aufgrund der zurückgelegten Distanz aber gewertet |
| sonstige | ()                 | Streichresultate                                                 |
| sonstige | unterstrichen      | Führender in der Gesamtwertung                                   |